# Нордијски клинкер чамци
Нордијски клинкер чамци су мали, отворени дрвени чамци дуги између пет и десет метара, са ивицама дасака трупа које се преклапају једна са другом. Симбол заједничког нордијског обалног наслеђа, клинкер чамци су се традиционално користили за пецање и транспорт материјала и људи. Данас се првенствено користе на традиционалним фестивалима, регатама и спортским манифестацијама

## Израда
У бродоградњи постоје две различите методе наношења оплата на скелет. Скоро две хиљаде година народ скандинавског подручја гради чамце од клинкера користећи исте основне технике, што потврђују и археолошки налази. Ивице танке даске су причвршћене за кичму кобилице, а даске које се преклапају су причвршћене металним заковицама, ексерима или конопцем. Труп чамца је ојачан рамовима.
Овакав начин градње захтева дуготрајно стицање знања и вештина за израду традиционалних чамаца. У прошлости је било уобичајено да се тренира од малих ногу, а за учење заната требало је и до десет година .
Верује се да је овај начин изградње водонепропусне шкољке чамца настао негде у централној Азији. Временом је преко великих река Русије које се у њега уливају доспео до обала Балтика. Геоморфологија Скандинавије, исечена фјордовима и уским увалама мора и планинска клима, учинили су воду најпрактичнијим обликом транспорта .

## Нематеријално културно наслеђе
Нордијски клинкер чамци се налазе на УНЕСКО-вој Репреѕентативној листи нематеријалног културног наслеђа у Данској, Финској, Исланду, Норвешкој и Шведској. Одлуку о упису донео је Међувладин комитет за очување нематеријалног наслеђа на заседању које је одржано од 13. до 18. децембра 2021. године у Шри Ланки.